# Assurance décennale
L'assurance décennale est un type d'assurance instaurée par la loi du 4 janvier 1978, et est souvent associée à l'« Assurance dommage - ouvrage » (DO). Ces deux assurances sont décrites dans la Loi Spinetta. Celle-ci crée une obligation d'assurance :
- de responsabilité pour les acteurs professionnels de la construction : artisans, entreprise du bâtiment, professions intellectuelles du bâtiment
- de dommages pour les maîtres d'ouvrage (voir la page sur l'Assurance dommages ouvrage (France)).

Pour les entreprises étrangères intervenant sur le territoire français, il est possible d'associer la police dommage ouvrage et de responsabilité civile décennale c'est une Assurance Police unique de chantier (France).
Le système français permet ainsi de créer un système de « double détente », la police d'assurance dommages-ouvrage indemnise dans un premier temps le maître d'ouvrage puis va se charger d'exercer les recours contre les assureurs en responsabilité civile décennale des entreprises du bâtiment.
À l'origine, elle se fonde sur les principes dont s'inspirent les articles 1792 et suivants du code civil qui prévoient une responsabilité du constructeur dans le cas d'un contrat de louage.
En ce sens elle garantit : 
- La solidité de l'ouvrage ;
- l'impropriété à la destination ;
- la solidité des éléments d'équipements indissociables ;
- les effondrements résultants d'un vice de construction.

Elle s'applique également aux constructions nouvelles engagées par les particuliers.
Les « maîtres d'ouvrage » ont donc un grand intérêt à recueillir avant la signature d'un contrat ou d'un devis les attestations et à vérifier que le début des travaux est bien dans la période de validité de l'attestation. En cas contraire ou en cas de « disparition » de l'entreprise ces documents seront essentiels pour faire valoir leurs droits. En ce qui concerne les attestations d'assurance décennale, la loi impose aujourd'hui des mentions légales minimales aux assureurs afin d'en clarifier la lecture par les clients : raison sociale de l'entreprise, activité, période de validité seuils de garanties etc.

## Obligation d'assurance
L'obligation d'assurance procède en réalité des articles L241 et suivants du Code des assurances ; elle ne s'applique qu'aux ouvrages de bâtiment (voir détail).
- L'assurance dommages ouvrage est obligatoire pour le maître de l'ouvrage (particulier, promoteur ou syndicat de copropriétaires)[2];
- L'assurance de responsabilité décennale est obligatoire pour le maître d'œuvre.

Pour le bâtiment, la jurisprudence a établi que l'assurance doit être souscrite selon les principes dont s'inspirent les articles 1792 et suivants du Code civil. En d'autres termes, l'assureur ne pourra pas prévoir de clause(s) qui limitent l'indemnité sous risque d'être débouté devant le juge.
Selon l'article L243-3 du Code des assurances, le constructeur n'ayant pas souscription à un contrat d'assurance de responsabilité décennale s'expose à une amende de 75.000 € et/ou à une peine de prison de 6 mois.

## Dispense
Il n'y a pas de dispense pour les bâtiments à usage de logement.
Pour les autres bâtiments il y a une dispense pour :
- l'État et les collectivités locales quand ils construisent pour leur compte.
- L'entreprise qui construit pour son compte si elle remplit au moins deux des critères suivants : bilan supérieur à 10 millions d'euros, chiffre d'affaires supérieur à 30 millions d'euros, plus de 500 employés.

## Histoire et autres pays ayant une assurance décennale
L'obligation d'assurance existe depuis 1978 et la jurisprudence a établi un certain nombre d'interprétations et de clarifications. En revanche, la responsabilité décennale (souvent confondue avec l'assurance décennale) existe depuis la mise en place du Code civil en 1804. L'étendue de la responsabilité décennale a été modifiée en 1969 dans le but d'éclaircir la jurisprudence alors contradictoire avec l'article 2270 du Code civil. Loin d'éclaircir la situation, la modification a créé plus de confusion, pour aboutir à un remaniement des articles 1792 et suivants en 1978.
De par l'introduction du Code Napoléon en Europe et plus généralement le passé colonial de la France, de nombreux pays arabes et africains ont des articles similaires à l'ancien Code civil (antérieur à 1969). Les interprétations en sont diverses. Peu de pays ont cependant établi une obligation d'assurance similaire à la France sur la base de cet article. La forme adoptée dans ces pays est en général une police de responsabilité civile décennale pour le constructeur, mais dont le bénéficiaire est le maître de l'ouvrage.
Plus récemment, des pays comme l'Espagne (1999, seguro décennal) et l'Italie (2001, legge Merloni) ont également établi une obligation d'assurance décennale. Malgré les efforts de l'Union européenne visant à harmoniser les législations des états membres, aucun accord n'a pu encore être atteint. Eu égard à la grande diversité des textes, un tel accord ne semble pas réaliste dans les 5 prochaines années.
En général, les assureurs s'accordent à grouper les pays en fonction des trois critères suivants:
- (1) Existence d'un texte légal (ou pour les pays de droit commun, une jurisprudence) définissant une responsabilité du constructeur de type décennal ou voisin.
- (2) Existence d'un marché de l'assurance proposant une couverture.
- (3) Existence d'une obligation d'assurer cette responsabilité.

Exemples avec (1) seulement : l'Allemagne prévoit dans son BGB une responsabilité du constructeur de cinq ans. Cette responsabilité n'est pas en général assurée.
Exemples avec (1) et (2) seulement : la Belgique a des articles de son Code civil très similaires au Code civil français. Il existe également un marché très compétitif de l'assurance décennale (avec l'existence d'un pool). Mais la loi ne prévoit pas d'obligation d'assurance, si bien que le constructeur qui souhaiterait renoncer à souscrire une assurance ne contreviendrait à aucune loi.
Exemples avec (1), (2) et (3) : la France, mais aussi l'Espagne et l'Italie. En dehors de l'Europe on peut citer l'Égypte, qui prévoit une responsabilité décennale aux tiers (c'est-à-dire pour les dommages causés à des tiers par suite de l'effondrement du bâtiment).
Exemple avec (2) seulement (ou presque) : au Royaume-Uni, le marché de l'assurance a développé un produit appelé Latent Defects Insurance ou Inherent Defects Insurance qui couvre les dommages à l'ouvrage dus à un défaut de conception ou d'exécution, mais sans s'appuyer sur des textes légaux. Historiquement, cette couverture est apparue dans les années 1990 sur la base de l'existence d'une pratique (contestée) du tenant liability qui consistait à rendre le locataire responsable de réparer les dégâts de l'ouvrage dus à une mauvaise conception. Les locataires de bâtiments de la City ont alors forcé leur propriétaire à les tenir indemnes de ces frais, ce pour quoi les propriétaires ont eu recours aux assureurs.
Exemple avec (1) et (3), mais pas (2). Même si ce cas est un peu théorique, il peut également se produire. C'est ce qui s'est passé en Turquie en 1999, à la suite du tremblement de terre d'août. Le législateur a souhaité créer une responsabilité décennale pour le contrôleur des travaux (c'est-à-dire l'équivalent de l'APAVE, Bureau Veritas, Qualiconsult, Dekra ou Socotec en France) dans le cas où le bâtiment subissait ensuite un dommage de type conceptuel. Le marché de l'assurance a refusé de proposer une couverture en avançant principalement les deux raisons suivantes : (a) un déplacement peu éthique de la responsabilité du constructeur sur le contrôleur - ou l'impossibilité pratique de contrôler que les injonctions du contrôleur avaient effectivement été suivies d'une action. (b) L'amalgame des concepts de couverture de type catastrophe naturelle (tremblement de terre) et conception - dans le sens où les normes anti-sismiques sont prévues pour sauver des vies humaines et non l'intégrité du bâtiment, par exemple en utilisant des modes propres du bâtiment dans le but d'absorber, par un dommage ciblé, l'énergie sismique.

## Confusions courantes sur l'assurance décennale
- confusion entre la responsabilité décennale et l'obligation d'assurance
- confusion entre l'étendue de la responsabilité décennale et la couverture proposée par l'assureur (qui ne sont équivalentes que dans les cas d'obligation d'assurance)
- confusion entre dommages à l'ouvrage, qui relèvent de la décennale et dommages aux tiers. Cette responsabilité relève en France de l'article 1241 et suivants du Code Civil et donc de la responsabilité générale (pour laquelle la loi de la sécurité financière a été modifiée afin de prévoir un délai de réclamation après expiration de la police de 10 ans afin de s'aligner sur l'assurance décennale, créant une nouvelle source de confusion possible)
- confusion entre délai de réclamation après expiration d'une police de responsabilité civile générale (cas de non-reconduction) et assurance décennale.
- confusion entre la responsabilité professionnelle de l'architecte ou du constructeur et la responsabilité décennale. Même si certains aspects se superposent en France.
- confusion entre la responsabilité civile professionnelle décennale et l'assurance dommage ouvrage (assurance du maître d'ouvrage)